# Doris Storey
Doris Storey   (Leeds, 21 de desembre de 1919 - Castleford i Wakefield, 21 d'octubre de 2005), posteriorment coneguda com a Doris Quarmby, fou una nedadora anglesa, especialista en braça, que va competir durant les dècades de 1930 i 1940.
El 1936, amb tan sols 16 anys, va prendre part en els Jocs Olímpics de Berlín, on fou sisena en la prova dels 200 metres braça del programa de natació.
En el seu palmarès destaca una medalla de plata en els 200 metres braça del Campionat d'Europa de natació de 1938. i dues medalles d'or als Jocs de l'Imperi Britànic de 1938. Aquell mateix 1938 aconseguí el rècord del món dels 200 metres braça que fou vigent fins a 1959.
Es va classificar per participar en els Jocs Olímpics d'Estiu de 1948, però va ser rebutjada perquè els seleccionadors anglesos creien que tenia "compromisos familiars" amb el seu marit i el seu fill de dos anys. Un cop retirada va gestionar un fish and chips junt al seu marit.